# Acacia sibilans
Acacia sibilans — вид квіткових рослин з родини бобових. Ареал: Австралія (Західна Австралія).

## Середовище
Зазвичай зустрічається на алювіальних рівнинах, зростаючи на піщаних або суглинних ґрунтах, часто над або навколо вапняку.

## Біоморфологічна характеристика
Цей кущ або дерево зазвичай виростає до висоти від 3 до 7,5 метрів, іноді з вузлуватим габітусом та волокнистою та тріщинуватою корою. У деяких місцях дерева можуть сягати 12 метрів заввишки та мати крону шириною до 15 метрів, зазвичай з одним кривим або скрученим стовбуром, який розгалужується близько до рівня землі. Гілочки з віком стають голими та мають запушені нові пагони. Циліндричні та ниткоподібні філодії сіро-зелені, у довжину від 8 до 18 см і в діаметрі близько 1 мм, можуть бути прямими або злегка вигнутими з багатьма тонкими паралельними поздовжніми жилками. Цвіте нерівномірно, квіти реєструються в січні, квітні, травні та жовтні, вважається, що цвітіння може відбуватися після сильних дощів. Утворює суцвіття, розташовані на коротких дво- або триголових китицях зі кулястими квітковими головами, що містять від 26 до 28 золотистих квіток.